# Luis Vernet
Luis Vernet (ur. jako Louis Vernet w 1791 r., zm. w 1871 r.) – pochodzący z Hamburga kupiec o korzeniach hugenockich, który odegrał znaczącą rolę w sporze między Wielką Brytanią a Argentyną o przynależność terytorialną Falklandów.
W 1829 r., po dwóch nieudanych próbach, wylądował z grupą osadników na Falklandzie Wschodnim w osadzie Puerto Soledad, której przywrócił pierwotną nazwę francuską Puerto Luis. Uznając się za posiadacza monopolu na połowy wielorybów w okolicznych wodach, w 1831 r. Vernet pojmał trzy amerykańskie statki wielorybnicze (Harriet, Breakwater i Superior) operujące w pobliżu Falklandów. Rząd USA zareagował na ten incydent zdecydowanie, wysyłając z misją odwetową okręt USS Lexington, który złupił wyspę. Dwa lata później Brytyjczycy wylądowali na Falklandach i ustanowili tam swoje zwierzchnictwo de facto.
Vernet nigdy więcej nie powrócił na wyspy. Osiadł w Argentynie i w późniejszym okresie odniósł sukces w branży garbarskiej. Aż do śmierci walczył sądownie o odszkodowania od rządów USA i Wielkiej Brytanii (w tym drugim przypadku, za brak ochrony), w związku z wydarzeniami na Falklandach. 
Dla sporu między Argentyną a Wielką Brytanią o Wyspy Falklandzkie znamienne znaczenie ma fakt, że Vernet przed wylądowaniem w Puerto Soledad zwrócił się o pozwolenie na przeprowadzenie akcji osadniczej zarówno do konsula Wielkiej Brytanii w Buenos Aires jak i do władz Zjednoczonych Prowincji Rio de La Plata. Oba państwa udzieliły mu pewnych koncesji.
Współcześni Verneta określali go jako niezwykle inteligentnego człowieka (m.in. władał czterema językami - angielskim, francuskim, niemieckim i hiszpańskim), który jednak często mijał się z prawdą (podawał np. różne miejsca urodzenia). Dwuznaczne działania Verneta myliły potem historyków próbujących ocenić jego postawę. Prawdopodobnie sam Vernet nie przywiązywał większej wagi do kwestii politycznych, lawirując między stronami sporu w celu osiągnięcia osobistego zysku.